# جيورجي فورسيث
جيورجي فورسيث (بالإسبانية: George Forsyth) (20 يونيو 1982 بكاراكاس في فنزويلا - ) هو مدرب كرة قدم ولاعب كرة قدم بيروفي وفنزويلي في مركز حراسة المرمى. شارك مع منتخب البيرو تحت 20 سنة لكرة القدم ومنتخب بيرو لكرة القدم. أما مع النوادي، فقد لعب مع أتالانتا وأليانزا ليما وبوروسيا دورتموند 2 وAtlético Universidad ‏ وسبورت بويز.

## روابط خارجية
- جيورجي فورسيث على موقع قاعدة بيانات كرة القدم.إي يو (الإنجليزية)
- جيورجي فورسيث على موقع ناشيونال فوتبول تيمز (الإنجليزية)
- جيورجي فورسيث على موقع Soccerway.com (الإنجليزية)
- جيورجي فورسيث على موقع عالم كرة القدم.نت (الإنجليزية)
- جيورجي فورسيث على موقع AS.com (الإسبانية)